# Réalisations de Frank Lloyd Wright
Cet article propose une liste des réalisations de Frank Lloyd Wright. Huit d'entre elles sont classées sur la liste du patrimoine mondial de l'UNESCO depuis le 7 juillet 2019 au titre des œuvres architecturales du XXe siècle de Frank Lloyd Wright : Unity Temple (1905), Robie House (1906), Taliesin East (1911), Hollyhock House (1921), Maison sur la cascade (1935), Jacobs I (1937), Taliesin West (1937), et Musée Solomon-R.-Guggenheim de Manhattan à New York.

## Tableau des réalisations de l'architecteFrank Lloyd Wright
- Les informations peuvent être triées en cliquant sur l'en-tête de colonne.
- Le nom des réalisations suit celui proposé dans l'ouvrage Frank Lloyd Wright, les maisons[3].
- Les œuvres classées au patrimoine mondial de l'UNESCO apparaissent en jaune.

### Tableau des réalisations
| Nom                                                                           | Ville                   | État ou Province   | Pays       | Année de conception | Année de réalisation | Notes | Image |
| ----------------------------------------------------------------------------- | ----------------------- | ------------------ | ---------- | ------------------- | -------------------- | --- | ----- |
| Chapelle Unity                                                                | Spring Green            | Wisconsin          | États-Unis | 1886                | 1886                 | Avec la collaboration de Joseph Lyman Silsbee                                                                                              |       |
| École Hillside Home I                                                         | Spring Green            | Wisconsin          | États-Unis | 1887                | 1887                 | Avec la collaboration de Joseph Lyman Silsbee Démolie en 1950                                                                              |       |
| Maison et studio Frank Lloyd Wright                                           | Oak Park                | Illinois           | États-Unis | 1889                | 1889                 | Première maison personnelle de Wright Ajout d’une salle de jeux et d’une cuisine en 1895 Réaménagement en 1911 Restauration de 1974 à 1987 |       |
| Maison William Storrs MacHarg                                                 | Chicago                 | Illinois           | États-Unis | 1890                | 1891                 | Réaménagement en 1903 par Louis Sullivan Démolie en 1926                                                                                   |       |
| Bungalow Louis Sullivan                                                       | Ocean Springs           | Mississippi        | États-Unis | 1890                | 1890                 | Détruite par l’ouragan Katrina en 2005 |       |
| Bungalow Charnley                                                             | Ocean Springs           | Mississippi        | États-Unis | 1890                | 1890                 | Lourdement endommagée par l’ouragan Katrina en 2005 (Photographies) En cours de reconstruction en 2009 (Photographies)                     |       |
| Maison Charnley                                                               | Chicago                 | Illinois           | États-Unis | 1891                | 1892                 | Avec la collaboration de Louis Sullivan |       |
| Maison MacHarg                                                                | Chicago                 | Illinois           | États-Unis | 1891                | 1891                 | Démolie |       |
| Maison Allison W. Harlan                                                      | Chicago                 | Illinois           | États-Unis | 1891                | 1892                 | Détruite par un incendie en 1963 |       |
| Maison Warren McArthur                                                        | Chicago                 | Illinois           | États-Unis | 1892                | 1892                 | Réaménagement en 1900 |       |
| Maison George Blossom                                                         | Chicago                 | Illinois           | États-Unis | 1892                | 1892                 | Garage ajouté en 1907 |       |
| Maison Robert G. Emmond                                                       | La Grange               | Illinois           | États-Unis | 1892                | 1892                 | |       |
| Maison Thomas H. Gale                                                         | Oak Park                | Illinois           | États-Unis | 1892                | 1892                 | |       |
| Maison Robert P. Parker                                                       | Oak Park                | Illinois           | États-Unis | 1892                | 1892                 | |       |
| Maison Albert Sullivan                                                        | Chicago                 | Illinois           | États-Unis | 1892                | 1892                 | Avec la collaboration de Louis Sullivan Démolie en 1970                                                                                    |       |
| Maison W. Irving Clark                                                        | La Grange               | Illinois           | États-Unis | 1892                | 1893                 | |       |
| Maison Walter M. Gale                                                         | Oak Park                | Illinois           | États-Unis | 1893                | 1893                 | |       |
| Cottage Robert M. Lamp                                                        | Madison (Lake Mendota)  | Wisconsin          | États-Unis | 1893                | 1893                 | Ajout et alterations en 1901 Détruite par un incendie en 1934                                                                              |       |
| Hangar au Lac Mendota                                                         | Madison                 | Wisconsin          | États-Unis | 1893                | 1893                 | Démoli en 1926 |       |
| Maison Francis Woolley                                                        | Oak Park                | Illinois           | États-Unis | 1893                | 1893                 | |       |
| Maison William H. Winslow                                                     | River Forest            | Illinois           | États-Unis | 1893                | 1894                 | |       |
| Maison Peter Goan                                                             | La Grange               | Illinois           | États-Unis | 1893                | 1894                 | |       |
| Rowhoueses Robert W. Roloson                                                  | Chicago                 | Illinois           | États-Unis | 1894                | 1894                 | Maisons en rangée, dites Rowhouses |       |
| Maison Frederick Bagley                                                       | Hinsdale                | Illinois           | États-Unis | 1894                | 1894                 | |       |
| Maison Henry et Lily Mitchell                                                 | Racine                  | Wisconsin          | États-Unis | 1894                | 1894                 | Attribué à Wright, mais peut-être de Cecil Corwin, ou une collaboration entre Corwin et Wright                                             |       |
| Maison H. W. Bassett                                                          | Oak Park                | Illinois           | États-Unis | 1894                | 1894                 | Démolie en 1922 |       |
| Immeuble Francisco Terrace                                                    | Chicago                 | Illinois           | États-Unis | 1895                | 1895                 | Démolis en 1974 Façade reconstruite et relocalisée à Oak Park, IL en 1977                                                                  |       |
| Immeuble Edward C. Waller                                                     | Chicago                 | Illinois           | États-Unis | 1895                | 1895                 | Détruits partiellement par un incendie en 1968                                                                                             |       |
| Appartements Francis                                                          | Chicago                 | Illinois           | États-Unis | 1895                | 1895                 | Démolis en 1971 |       |
| Maison Chauncey L. Williams                                                   | River Forest            | Illinois           | États-Unis | 1895                | 1895                 | |       |
| Maison Nathan G. Moore                                                        | Oak Park                | Illinois           | États-Unis | 1895                | 1895                 | Partiellement détruite par un incendie en 1922 Reconstruction en 1923                                                                      |       |
| Maison Harrison P. Young                                                      | Oak Park                | Illinois           | États-Unis | 1895                | 1895                 | |       |
| Maison George W. Smith                                                        | Oak Park                | Illinois           | États-Unis | 1895                | 1898                 | |       |
| Moulin Romeo and Juliet                                                       | Spring Green            | Wisconsin          | États-Unis | 1896                | 1896                 | Reconstruction en 1938 |       |
| Maison Isidore Heller                                                         | Chicago                 | Illinois           | États-Unis | 1896                | 1897                 | |       |
| Maison Harry C. Goodrich                                                      | Oak Park                | Illinois           | États-Unis | 1896                | 1896                 | |       |
| Maison Charles E. Roberts                                                     | Oak Park                | Illinois           | États-Unis | 1896                | 1896                 | |       |
| Étables Charles E. Roberts                                                    | Oak Park                | Illinois           | États-Unis | 1896                | 1896                 | Converties en habitations de 1903e 1905 Emplacement actuel en 1929                                                                         |       |
| Maison George Furbeck                                                         | Oak Park                | Illinois           | États-Unis | 1897                | 1897-98              | |       |
| Maison Rollin Furbeck                                                         | Oak Park                | Illinois           | États-Unis | 1897                | 1897                 | Réaménagée en 1907 |       |
| Maison Thomas H. Gale                                                         | Whitehall               | Michigan           | États-Unis | 1897                | 1897                 | |       |
| Club de golf River Forest                                                     | River Forest            | Illinois           | États-Unis | 1898                |                      | Démoli |       |
| Maison et studio Frank Lloyd Wright (ajout du studio)                         | Oak Park                | Illinois           | États-Unis | 1897                | 1898                 | Aménagements intérieurs et extérieurs en 1905 et 1911 Restauration de 1982 à 1987                                                          |       |
| Maison Joseph et Helen Husser                                                 | Chicago                 | Illinois           | États-Unis | 1899                |                      | Démolie en 1926 |       |
| Maison Edward C. Waller                                                       | River Forest            | Illinois           | États-Unis | 1899                |                      | Démolie en 1939 |       |
| Maison Edward R. Hills                                                        | Oak Park                | Illinois           | États-Unis | 1900                | 1900                 | Reconstruit en 1977 après un incendie |       |
| Maison William et Jessie M. Adams                                             | Chicago                 | Illinois           | États-Unis | 1900                | 1901                 | |       |
| Maison S. A. Foster                                                           | Chicago                 | Illinois           | États-Unis | 1900                | 1900                 | |       |
| Maison B. Harley Bradley                                                      | Kankakee                | Illinois           | États-Unis | 1900                |                      | |       |
| Maison Warren Hickox                                                          | Kankakee                | Illinois           | États-Unis | 1900                | 1900                 | |       |
| Maison E. H. Pitkin                                                           | Sapper Island           | Ontario            | Canada     | 1900                | 1902                 | |       |
| Maison Henry Wallis                                                           | Delavan                 | Wisconsin          | États-Unis | 1900                |                      | |       |
| Domaine Edward C. Waller Gates                                                | River Forest            | Illinois           | États-Unis | 1901                |                      | Étables démolies en 1970 |       |
| Maison Fred B. Jones                                                          | Delavan                 | Wisconsin          | États-Unis | 1901                | 1902                 | |       |
| Maison Ward Winfield Willits                                                  | Highland Park           | Illinois           | États-Unis | 1901                | 1903                 | |       |
| Maison Frank B. Henderson                                                     | Elmhurst                | Illinois           | États-Unis | 1901                | 1901                 | |       |
| Maison William G. Fricke et Emma Martin                                       | Oak Park                | Illinois           | États-Unis | 1901                |                      | |       |
| Pavillon de la Universal Portland Cement Company à l’Exposition de Buffalo    | Buffalo                 | État de New York   | États-Unis | 1901                | 1901                 | Structure temporaire démolie |       |
| Maison Frank W. Thomas                                                        | Oak Park                | Illinois           | États-Unis | 1901                | 1901                 | |       |
| Maison E. Arthur Davenport                                                    | River Forest            | Illinois           | États-Unis | 1901                |                      | |       |
| Maison William E. Martin                                                      | Oak Park                | Illinois           | États-Unis | 1902                |                      | |       |
| Marina Lake Delavan                                                           | Delavan                 | Wisconsin          | États-Unis | 1902                |                      | |       |
| École Hillside Home II                                                        | Spring Green            | Wisconsin          | États-Unis | 1902                |                      | |       |
| Maison Francis W. et Mary Little (I)                                          | Peoria                  | Illinois           | États-Unis | 1902                | 1902                 | Étable ajoutée en 1909 |       |
| Maison Arthur B. Heurtley                                                     | Oak Park                | Illinois           | États-Unis | 1902                | 1902                 | |       |
| Maison Arthur B. Heurtley Summer                                              | Marquette Island        | Michigan           | États-Unis | 1902                | 1902                 | |       |
| Maison George Gerts                                                           | Whitehall               | Michigan           | États-Unis | 1902                |                      | |       |
| Maison Susan Lawrence Dana                                                    | Springfield             | Illinois           | États-Unis | 1902                | 1902-04              | |       |
| Maison Walter Gerts                                                           | Whitehall               | Michigan           | États-Unis | 1902                |                      | |       |
| Maison Alfred W. Hebert                                                       | Chicago                 | Illinois           | États-Unis | 1902                |                      | Endommagée par un incendie en 1959 |       |
| Maison George W. Spencer                                                      | Delavan                 | Wisconsin          | États-Unis | 1902                |                      | |       |
| Maison Charles S. Ross                                                        | Delavan                 | Wisconsin          | États-Unis | 1902                |                      | |       |
| Maison John A. Mosher                                                         | Wellington              | Ohio               | États-Unis | 1902                | 1903-04              | Attribution incertaine |       |
| Maison George F. Barton                                                       | Buffalo                 | État de New York   | États-Unis | 1902                | 1903-04              | |       |
| Maison J. J. Walser fils                                                      | Chicago                 | Illinois           | États-Unis | 1903                |                      | |       |
| Maison W. H. Freeman                                                          | Hinsdale                | Illinois           | États-Unis | 1903                |                      | |       |
| Maison Kenwood                                                                | Chicago                 | Illinois           | États-Unis | 1903                |                      | |       |
| Fontaine Horse Show                                                           | Oak Park                | Illinois           | États-Unis | 1903                | 1909                 | Reconstruction en 1969 |       |
| Centre Abraham Lincoln                                                        | Chicago                 | Illinois           | États-Unis | 1903                |                      | Conception complétée par Dwight Perkins |       |
| Maison Robert M. Lamp                                                         | Madison                 | Wisconsin          | États-Unis | 1903                | 1903                 | |       |
| Maison Darwin D. Martin Carriage                                              | Buffalo                 | État de New York   | États-Unis | 1903                | 1903-05              | Démolie en 1962 Reconstruction de 2004 à 2007                                                                                              |       |
| Maison Darwin D. Martin                                                       | Buffalo                 | État de New York   | États-Unis | 1903                | 1904-05              | Restaurée de 2004 à 2010 |       |
| Maison Mamah Borthwick et Edwin Cheney                                        | Oak Park                | Illinois           | États-Unis | 1903                |                      | |       |
| Édifice Larkin                                                                | Buffalo                 | État de New York   | États-Unis | 1904                |                      | Démoli en 1950 |       |
| Unity Temple                                                                  | Oak Park                | Illinois           | États-Unis | 1904                | 1905-08              | |       |
| Maison Burton J. Westcott                                                     | Springfield             | Ohio               | États-Unis | 1904                | 1906                 | |       |
| Maison William Heath                                                          | Buffalo                 | État de New York   | États-Unis | 1904                | 1904-05              | |       |
| Maison Ferdinand et Emily Tomek                                               | Riverside               | Illinois           | États-Unis | 1904                | 1904-07              | |       |
| Maison Harvey P. Sutton                                                       | McCook                  | Nebraska           | États-Unis | 1905                | 1905                 | |       |
| Maison Hiram Baldwin                                                          | Kenilworth              | Illinois           | États-Unis | 1905                | 1909                 | |       |
| Maison Mary M. W. Adams                                                       | Highland Park           | Illinois           | États-Unis | 1905                | 1905                 | |       |
| Maison William A. Glasner                                                     | Glencoe                 | Illinois           | États-Unis | 1905                | 1905                 | |       |
| Maison Charles A. Brown                                                       | Evanston                | Illinois           | États-Unis | 1905                |                      | |       |
| Banque Frank L. Smith                                                         | Dwight                  | Illinois           | États-Unis | 1905                | 1905                 | |       |
| Agence immoblilière E. W. Cummings                                            | River Forest            | Illinois           | États-Unis | 1905                |                      | Démolie en 1925 |       |
| Manufacture E-Z Polish                                                        | Chicago                 | Illinois           | États-Unis | 1905                | 1905                 | |       |
| Lawrence Memorial Library                                                     | Springfield             | Illinois           | États-Unis | 1905                |                      | |       |
| Maison A. P. Johnson                                                          | Delavan                 | Wisconsin          | États-Unis | 1905                | 1905                 | |       |
| Maison Thomas P. Hardy                                                        | Racine                  | Wisconsin          | États-Unis | 1905                | 1905                 | Pavillon du jardinier |       |
| Maison Darwin D. Martin                                                       | Buffalo                 | État de New York   | États-Unis | 1905                | 1909                 | |       |
| Maisons Laura R. Gale                                                         | Whitehall               | Michigan           | États-Unis | 1905                | 1909                 | |       |
| Édifice Rookery                                                               | Chicago                 | Illinois           | États-Unis | 1905                | 1907                 | Remaniement du hall d’entrée |       |
| Chapelle William H. Pettit                                                    | Belvidere               | Illinois           | États-Unis | 1906                | 1907                 | |       |
| Maison Peter A. Beachy                                                        | Oak Park                | Illinois           | États-Unis | 1906                | 1906                 | Remodel |       |
| Maison Frederick D. Nichols                                                   | Flossmoor               | Illinois           | États-Unis | 1906                |                      | |       |
| Club de tennis River Forest                                                   | River Forest            | Illinois           | États-Unis | 1906                |                      | |       |
| Maison P. D. Hoyt                                                             | Geneva                  | Illinois           | États-Unis | 1906                |                      | |       |
| Maison A. W. Gridley                                                          | Batavia                 | Illinois           | États-Unis | 1906                | 1906                 | |       |
| Maison Grace Fuller                                                           | Glencoe                 | Illinois           | États-Unis | 1906                |                      | Réalisation incertaine |       |
| Maison K. C. DeRhodes                                                         | South Bend              | Indiana            | États-Unis | 1906                | 1906                 | |       |
| Maison George M. Millard                                                      | Highland Park           | Illinois           | États-Unis | 1906                | 1906                 | |       |
| Maison Andrew Poerter (Tanyderi)                                              | Spring Green            | Wisconsin          | États-Unis | 1907                | 1907                 | Dans le cadre du projet des maisons économiques et à l’épreuve du feu                                                                      |       |
| Maison Avery et Queene Coonley                                                | Riverside               | Illinois           | États-Unis | 1907                | 1912                 | |       |
| Maison Stephen Hunt                                                           | La Grange               | Illinois           | États-Unis | 1907                | 1907                 | Dans le cadre du projet des maisons économiques et à l’épreuve du feu                                                                      |       |
| Maison George Fabyan                                                          | Geneva                  | Illinois           | États-Unis | 1907                | 1907                 | |       |
| Club sportif Fox River                                                        | Geneva                  | Illinois           | États-Unis | 1907                |                      | Détruit par un incendie en 1910 |       |
| Pavillon de la compagnie Larkin                                               | Jamestown               | Virginie           | États-Unis | 1907                | 1907                 | Structure temporaire démolie |       |
| Bureaux Pebbles & Balch                                                       | Oak Park                | Illinois           | États-Unis | 1907                | 1907                 | Démolis en 1942 |       |
| Maison Robie                                                                  | Chicago                 | Illinois           | États-Unis | 1908                | 1909-10              | |       |
| Maison G. C. Stockman                                                         | Mason City              | Iowa               | États-Unis | 1908                | 1908                 | Dans le cadre du projet des maisons économiques et à l’épreuve du feu                                                                      |       |
| Maison Raymond W. Evans                                                       | Chicago                 | Illinois           | États-Unis | 1908                |                      | |       |
| Librairie Browne                                                              | Chicago                 | Illinois           | États-Unis | 1908                |                      | Démolie en 1912 |       |
| Maison L. K. Horner                                                           | Chicago                 | Illinois           | États-Unis | 1908                |                      | Démolie en 1952 |       |
| Maison Eugene Gilmore                                                         | Madison                 | Wisconsin          | États-Unis | 1908                | 1908                 | |       |
| Maison Edward Boynton                                                         | Rochester               | État de New York   | États-Unis | 1908                | 1908                 | |       |
| Maison Walter V. Davidson                                                     | Buffalo                 | État de New York   | États-Unis | 1908                | 1908                 | |       |
| Maison Isabel Roberts                                                         | River Forest            | Illinois           | États-Unis | 1908                | 1908                 | |       |
| Maison Meyer May                                                              | Grand Rapids            | Michigan           | États-Unis | 1908                | 1908-09              | |       |
| Maison William H. Copeland                                                    | Oak Park                | Illinois           | États-Unis | 1908                | 1908-09              | |       |
| Hôtel Park Inn                                                                | Mason City              | Iowa               | États-Unis | 1908-09             | 1909-10              | |       |
| Maison Edmund F. Brigham                                                      | Glencoe                 | Illinois           | États-Unis | 1908                | 1915                 | |       |
| Maison Laura R. Gale                                                          | Oak Park                | Illinois           | États-Unis | 1909                | 1909                 | |       |
| Como Orchards Summer Colony Cottages                                          | Darby                   | Montana            | États-Unis | 1909                |                      | |       |
| Auberge Bitter Root                                                           | Stevensville            | Montana            | États-Unis | 1909                |                      | Détruite par un incendie en 1924 |       |
| Maison Frank J. Baker                                                         | Wilmette                | Illinois           | États-Unis | 1909                | 1909                 | |       |
| Maison Oscar Steffens                                                         | Chicago                 | Illinois           | États-Unis | 1909                |                      | Démolie en 1963 |       |
| Galerie W. Scott Thurber                                                      | Chicago                 | Illinois           | États-Unis | 1909                |                      | Démolie en 1917 |       |
| Maison Emily et George Stewart                                                | Montecito               | Californie         | États-Unis | 1909                |                      | |       |
| Maison J. Kibben Ingalls                                                      | River Forest            | Illinois           | États-Unis | 1909                |                      | |       |
| Édifice Peter C. Stohr                                                        | Chicago                 | Illinois           | États-Unis | 1909                |                      | Démoli en 1922 |       |
| Maison Edward et Florence Irving                                              | Decatur                 | Illinois           | États-Unis | 1909                |                      | |       |
| Pavillon Edward C. Waller                                                     | Charlevoix              | Michigan           | États-Unis | 1909                |                      | Détruit par un incendie en 1922 |       |
| Maison Jesse R. Zeigler                                                       | Frankfort               | Kentucky           | États-Unis | 1909                | 1910                 | Dans le cadre du projet des maisons économiques et à l’épreuve du feu                                                                      |       |
| Pavillon pour la Universal Portland Cement Company à l’Exposition de New York | New York                | État de New York   | États-Unis | 1910                | 1910                 | Structure temporaire démolie |       |
| Maison Ingwald Moe                                                            | Gary                    | Indiana            | États-Unis | 1910                |                      | |       |
| Maison Oscar B. Balch                                                         | Oak Park                | Illinois           | États-Unis | 1911                | 1911                 | |       |
| Maison Herbert Angster                                                        | Lake Bluff              | Illinois           | États-Unis | 1911                |                      | Démolie en 1956 |       |
| Maison Sherman M. Booth                                                       | Glencoe                 | Illinois           | États-Unis | 1911                | 1915                 | |       |
| Pavillon du parc national de Banff                                            | Banff                   | Alberta            | Canada     | 1911                | 1913-14              | Démoli en 1939 |       |
| Hôtel Lake Geneva                                                             | Lake Geneva             | Wisconsin          | États-Unis | 1911                |                      | Démoli en 1970 |       |
| Taliesin I                                                                    | Spring Green            | Wisconsin          | États-Unis | 1911                | 1911                 | Partiellement détruit par un incendie en 1914                                                                                              |       |
| Salle de spectacles Coonley                                                   | Riverside               | Illinois           | États-Unis | 1911                | 1912                 | |       |
| Maison Francis W. Little (II)                                                 | Wayzata                 | Minnesota          | États-Unis | 1912                | 1912-14              | Démolie en 1972 Reproduction du salon au Metropolitan Museum of Art, New York Bibliothèque présentée au Allentown Art Museum, Pennsylvanie |       |
| Belvédère Island Woolen Mills                                                 | Baraboo                 | Wisconsin          | États-Unis | 1912                |                      | |       |
| Maison William B. Greene                                                      | Aurora                  | Illinois           | États-Unis | 1912                |                      | |       |
| Club sportif Park Ridge                                                       | Park Ridge              | Illinois           | États-Unis | 1912                | 1912                 | Démoli en 1930 |       |
| Maison Harry S. Adams                                                         | Oak Park                | Illinois           | États-Unis | 1913                |                      | |       |
| Jardins Midway                                                                | Chicago                 | Illinois           | États-Unis | 1913                |                      | Détruits en 1929 |       |
| Taliesin II                                                                   | Spring Green            | Wisconsin          | États-Unis | 1914                |                      | Partiellement détruit par un incendie en 1925                                                                                              |       |
| Atelier Mori                                                                  | Chicago                 | Illinois           | États-Unis | 1914                |                      | |       |
| Pavillon des femmes Inter-County Fairgrounds                                  | Spring Green            | Wisconsin          | États-Unis | 1914                |                      | Démoli en 1924 |       |
| American System-Built                                                         | Différents emplacements |                    | États-Unis | 1914–1915           |                      | Maisons préfabriquées |       |
| Maison Arthur L. Richards Small                                               | Milwaukee               | Wisconsin          | États-Unis | 1915                |                      | (American System-Built Home) |       |
| Maison Arthur L. Richards                                                     | Milwaukee               | Wisconsin          | États-Unis | 1915                |                      | (American System-Built Home) |       |
| Maison Lewis E. Burleigh                                                      | Wilmette                | Illinois           | États-Unis | 1915                |                      | (American System-Built Home) |       |
| Maison Ida et Grace McElwain                                                  | Lake Bluff              | Illinois           | États-Unis | 1915                | 1917                 | (American System-Built Home) |       |
| Maison Thomas E. Sullivan                                                     | Wilmette                | Illinois           | États-Unis | 1915                | 1916                 | (American System-Built Home) Attribuée à Wright et à Van Bergen.                                                                           |       |
| Appartements en duplex Arthur R. Munkwitz                                     | Milwaukee               | Wisconsin          | États-Unis | 1915                | 1916                 | (American System-Built Homes) Démolis en 1973                                                                                              |       |
| Appartements en duplex Arthur L. Richards                                     | Milwaukee               | Wisconsin          | États-Unis | 1915                | 1916                 | (American System-Built Homes) |       |
| « Petite maison » Arthur L. Richards                                          | Milwaukee               | Wisconsin          | États-Unis | 1915                | 1916                 | (Ensemble Ravine Bluffs) |       |
| Maison Wilbert Wynant                                                         | Gary                    | Indiana            | États-Unis | 1915                | 1916                 | (American System-Built Home) Détruite par un incendie en 2006                                                                              |       |
| Maison Stephen M. B. Hunt (II)                                                | Oshkosh                 | Wisconsin          | États-Unis | 1915                | 1917                 | (American System-Built Home) |       |
| Maison Guy C. Smith                                                           | Chicago                 | Illinois           | États-Unis | 1915                | 1917                 | (American System-Built Home) |       |
| Maison H. H. Hyde                                                             | Chicago                 | Illinois           | États-Unis | 1915                | 1917                 | (American System-Built Home) |       |
| Maison Oscar A. Johnson                                                       | Evanston                | Illinois           | États-Unis | 1915                | 1917                 | (American System-Built Home) |       |
| Maison Delbert W. Meier                                                       | Monona                  | Iowa               | États-Unis | 1915                | 1917                 | (American System-Built Home) |       |
| Maison Charles Heisen                                                         | Villa Park              | Illinois           | États-Unis | 1915                | 1917                 | (American System-Built Home) |       |
| Entrepôt A. D. German                                                         | Richland Center         | Wisconsin          | États-Unis | 1915                | 1921                 | |       |
| Ensemble Ravine Bluffs                                                        | Glencoe                 | Illinois           | États-Unis | 1915                |                      | |       |
| Pont Ravine Bluffs                                                            | Glencoe                 | Illinois           | États-Unis | 1915                |                      | Reconstruit en 1980 |       |
| Maison Sherman M. Booth                                                       | Glencoe                 | Illinois           | États-Unis | 1915                |                      | (Ensemble Ravine Bluffs) |       |
| Maison Charles R. Perry                                                       | Glencoe                 | Illinois           | États-Unis | 1915                |                      | (Ensemble Ravine Bluffs) |       |
| Maison Hollis R. Root                                                         | Glencoe                 | Illinois           | États-Unis | 1915                |                      | (Ensemble Ravine Bluffs) |       |
| Maison William F. Kier                                                        | Glencoe                 | Illinois           | États-Unis | 1915                |                      | (Ensemble Ravine Bluffs) |       |
| Maison William F. Ross                                                        | Glencoe                 | Illinois           | États-Unis | 1915                |                      | (Ensemble Ravine Bluffs) |       |
| Maison Lute et Daniel Kissam                                                  | Glencoe                 | Illinois           | États-Unis | 1915                |                      | (Ensemble Ravine Bluffs) |       |
| Maison Emil Bach                                                              | Chicago                 | Illinois           | États-Unis | 1915                | 1915                 | |       |
| Hôtel impérial                                                                | Tokyo                   |                    | Japon      | 1915                | 1923                 | Détruit en 1968, reconstruit partiellement en 1976 à Meiji mura)                                                                           |       |
| Maison Frederick C. Bogk                                                      | Milwaukee               | Wisconsin          | États-Unis | 1916                |                      | |       |
| Maison Ernest Vosburgh                                                        | Grand Beach             | Michigan           | États-Unis | 1916                |                      | |       |
| Cottage Joseph J. Bagley                                                      | Grand Beach             | Michigan           | États-Unis | 1916                |                      | |       |
| Maison W. S. Carr                                                             | Grand Beach             | Michigan           | États-Unis | 1916                |                      | Démolie en 2004 |       |
| Maison Henry J. Allen                                                         | Wichita                 | Kansas             | États-Unis | 1917                | 1917                 | |       |
| Maison Aisaku Hayashi                                                         | Tokyo                   |                    | Japon      | 1917                | 1917                 | |       |
| Maison Hollyhock                                                              | Little Armenia          | Californie         | États-Unis | 1917                | 1919-21              | |       |
| Maison Arinobu Fukuhara                                                       | Kanagawa-Ken            |                    | Japon      | 1918                |                      | Détruite lors du tremblement de terre de Kantō en 1923                                                                                     |       |
| Maison Tazaemon Yamamura                                                      | Ashiya                  |                    | Japon      | 1918                | 1922                 | |       |
| Hôtel impérial                                                                | Tokyo                   |                    | Japon      | 1919                |                      | Annexe temporaire démolie en 1923 |       |
| Maison Aline Barnsdall                                                        | Little Armenia          | Californie         | États-Unis | 1920                |                      | Démolie en 1954 |       |
| École de filles Jiyu Gakuen                                                   | Tokyo                   |                    | Japon      | 1921                | 1921                 | |       |
| Studio de Frank Lloyd Wright sur l’avenue Harper                              | West Hollywood          | Californie         | États-Unis | 1922                |                      | |       |
| Maison Nathan G. Moore                                                        | Oak Park                | Illinois           | États-Unis | 1923                | 1923                 | |       |
| Maison Alice Millard                                                          | Pasadena                | Californie         | États-Unis | 1923                | 1923                 | |       |
| Maison John Storer                                                            | Hollywood               | Californie         | États-Unis | 1923                | 1923                 | |       |
| Maison Harriet et Samuel Freeman                                              | Hollywood Hills         | Californie         | États-Unis | 1923                | 1923                 | |       |
| Maison Mabel et Charles Ennis                                                 | Los Feliz               | Californie         | États-Unis | 1923                | 1924                 | |       |
| Taliesin                                                                      | Spring Green            | Wisconsin          | États-Unis | 1925                |                      | |       |
| Maison Isabel Martin (Graycliff)                                              | Derby                   | État de New York   | États-Unis | 1926                | 1926-29              | |       |
| Hôtel Arizona Biltmore                                                        | Phoenix                 | Arizona            | États-Unis | 1927                | 1929                 | En tant que consultant |       |
| Cottages Dumyat                                                               | Dumyat                  |                    | Égypte     | 1927                |                      | Construction incertaine |       |
| Camp Ocotillo                                                                 | Chandler                | Arizona            | États-Unis | 1928                |                      | Partiellement détruit par un incendie et amandonné en 1929                                                                                 |       |
| Camps de la Chandler Land Improvement Company                                 | Chandler                | Arizona            | États-Unis | 1929                |                      | Démolis en 1934 |       |
| Maison Richard Lloyd Jones (Westhope)                                         | Tulsa                   | Oklahoma           | États-Unis | 1929                | 1929                 | |       |
| Maison Malcolm Willey                                                         | Minneapolis             | Minnesota          | États-Unis | 1934                | 1934                 | |       |
| Maison sur la cascade (Fallingwater)                                          | Mill Run                | Pennsylvanie       | États-Unis | 1935                | 1936-38              | Construite sur la rivière Bear Run |       |
| Jacobs I                                                                      | Madison                 | Wisconsin          | États-Unis | 1936                | 1937                 | |       |
| Maison Abby Roberts                                                           | Marquette               | Michigan           | États-Unis | 1936                |                      | |       |
| Immeuble de la Johnson Wax                                                    | Racine                  | Wisconsin          | États-Unis | 1936                | 1936-39              | |       |
| Maison Jean et Paul Hanna Honeycomb                                           | Palo Alto               | Californie         | États-Unis | 1937                | 1937                 | |       |
| Maison Herbert Johnson (Wingspread)                                           | Wind Point              | Wisconsin          | États-Unis | 1937                | 1938-39              | |       |
| Maison Ben Rebhuhn                                                            | Great Neck Estates      | État de New York   | États-Unis | 1937                | 1937                 | |       |
| Taliesin West                                                                 | Scottsdale              | Arizona            | États-Unis | 1937                | 1937                 | |       |
| Bureaux Edgar J. Kaufmann Sr.                                                 | Pittsburgh              | Pennsylvanie       | États-Unis | 1937                |                      | |       |
| Suntop Homes                                                                  | Ardmore                 | Pennsylvanie       | États-Unis | 1938                | 1939                 | |       |
| Charles Manson House                                                          | Wausau                  | Wisconsin          | États-Unis | 1938                | 1938-41              | |       |
| Child of the Sun                                                              | Lakeland                | Floride            | États-Unis | 1938–1954           |                      | Ensemble de bâtiments |       |
| Chapelle Annie M. Pfeiffer                                                    | Lakeland                | Floride            | États-Unis | 1938                | 1941                 | (Child of the Sun) |       |
| Maison John C. Pew                                                            | Shorewood Hills         | Wisconsin          | États-Unis | 1939                |                      | |       |
| Maison Sidney Bazett                                                          | Hillsborough            | Californie         | États-Unis | 1939                | 1939                 | |       |
| Maison Andrew Armstrong                                                       | Ogden Dunes             | Indiana            | États-Unis | 1939                | 1939                 | |       |
| Rosenbaum House                                                               | Florence                | Alabama            | États-Unis | 1939                | 1940                 | |       |
| Maison Lloyd Lewis                                                            | Libertyville            | Illinois           | États-Unis | 1939                | 1939                 | |       |
| Pope-Leighey House                                                            | Falls Church            | Virginie           | États-Unis | 1939                | 1940                 | |       |
| Maison Goetsch-Winckler                                                       | Okemos                  | Michigan           | États-Unis | 1939                | 1940                 | |       |
| Maison Joseph Euchtman                                                        | Pikesville              | Maryland           | États-Unis | 1939                |                      | |       |
| Maison Bernard Schwartz                                                       | Two Rivers              | Wisconsin          | États-Unis | 1939                | 1940                 | |       |
| Maison George Sturges                                                         | Brentwood Heights       | Californie         | États-Unis | 1939                | 1939                 | |       |
| Maison Clarence Sondern (Sondern-Adler)                                       | Kansas City             | Missouri           | États-Unis | 1939                | 1940                 | |       |
| Maison Rose Pauson                                                            | Phoenix                 | Arizona            | États-Unis | 1939                | 1940                 | Détruite par un incendie en 1942 |       |
| Salles de congrès                                                             | Lakeland                | Floride            | États-Unis | 1940                | 1949                 | (Child of the Sun) |       |
| Maison C. Leigh Stevens (Auldbrass)                                           | Yemassee                | Caroline du Sud    | États-Unis | 1940                | 1940-51              | |       |
| Affleck House                                                                 | Bloomfield Hills        | Michigan           | États-Unis | 1940                | 1940                 | |       |
| Maison Arch Oboler                                                            | Malibu                  | Californie         | États-Unis | 1940                | 1955                 | |       |
| Maison Theodore Baird                                                         | Amherst                 | Massachusetts      | États-Unis | 1940                | 1940                 | |       |
| Maison James B. Christie                                                      | Bernardsville           | New Jersey         | États-Unis | 1940                | 1940                 | |       |
| Église Community Christian                                                    | Kansas City             | Missouri           | États-Unis | 1940                | 1940-42              | |       |
| E. T. Roux Library                                                            | Lakeland                | Floride            | États-Unis | 1941                | 1946                 | (Child of the Sun) |       |
| Maison Stuart Richardson                                                      | Glen Ridge              | État du New Jersey | États-Unis | 1941                | 1951                 | |       |
| Maison Carlton et Margaret Wall (Snowflake)                                   | Plymouth                | Michigan           | États-Unis | 1941                | 1941-47              | |       |
| Édifice Industrial Arts                                                       | Lakeland                | Floride            | États-Unis | 1942                | 1952                 | (Child of the Sun) |       |
| Musée Solomon R. Guggenheim                                                   | New York                | État de New York   | États-Unis | 1943–1956           | 1959                 | |       |
| Maison Herbert et Katherine Jacobs (II)                                       | Middleton               | Wisconsin          | États-Unis | 1944                | 1946-48              | |       |
| Bureaux de l'administration                                                   | Lakeland                | Floride            | États-Unis | 1945                | 1949                 | (Child of the Sun) |       |
| Maison Lowell et Agnes Walter                                                 | Quasqueton              | Iowa               | États-Unis | 1945                |                      | |       |
| Maison Arnold Friedman (The Fir Tree)                                         | Pecos                   | Nouveau-Mexique    | États-Unis | 1945                | 1945                 | |       |
| Esplanades                                                                    | Lakeland                | Floride            | États-Unis | 1946                | 1946-58              | (Child of the Sun) |       |
| Maison Sara et Melvyn Smith                                                   | Bloomfield Hills        | Michigan           | États-Unis | 1946                | 1949                 | |       |
| Maison Douglas et Jackie Grant                                                | Marion                  | Iowa               | États-Unis | 1946                | 1946                 | |       |
| Maison Alvin Miller                                                           | Charles City            | Iowa               | États-Unis | 1946                | 1946                 | |       |
| Maison Chauncey et Johanna Griggs                                             | Tacoma                  | Washington         | États-Unis | 1946                |                      | |       |
| Maison Amy Alpaugh                                                            | Northport               | Michigan           | États-Unis | 1946                |                      | |       |
| Salle de reunion Unitarian Society                                            | Shorewood Hills         | Wisconsin          | États-Unis | 1947                | 1949-51              | |       |
| Maison A. H. Bulbulian                                                        | Rochester               | Minnesota          | États-Unis | 1947                | 1947                 | |       |
| Piscine J. Edgar Wall                                                         | Lakeland                | Floride            | États-Unis | 1948                | 1949                 | (Child of the Sun) |       |
| Maison David et Christine Weisblat (The Acres)                                | Galesburg               | Michigan           | États-Unis | 1948                | 1949                 | (Galesburg Country Home) |       |
| Maison Eric et Pat Pratt                                                      | Galesburg               | Michigan           | États-Unis | 1948                | 1949                 | (Galesburg Country Home) |       |
| Maison Samuel Eppstein                                                        | Galesburg               | Michigan           | États-Unis | 1948                | 1949                 | (Galesburg Country Home) |       |
| Maison Lilian et Curtis Meyer                                                 | Galesburg               | Michigan           | États-Unis | 1948                | 1949                 | |       |
| Maison Herman T. Mossberg                                                     | South Bend              | Indiana            | États-Unis | 1948                | 1948                 | (Galesburg Country Home) |       |
| Maison J. Willis Hugues (Fountainhead)                                        | Jackson                 | Mississippi        | États-Unis | 1948                | 1950                 | |       |
| Maison Carroll Alsop                                                          | Oskaloosa               | Iowa               | États-Unis | 1948                | 1948                 | |       |
| Maison Jack Lamberson                                                         | Oskaloosa               | Iowa               | États-Unis | 1948                | 1948                 | |       |
| Walker House                                                                  | Carmel                  | Californie         | États-Unis | 1948                |                      | |       |
| Maison Albert Adelman                                                         | Fox Point               | Wisconsin          | États-Unis | 1948                | 1948                 | |       |
| Maison Katherine et Maynard Buehler                                           | Orinda                  | Californie         | États-Unis | 1948                | 1948                 | |       |
| Maison Charles Weltzheimer                                                    | Oberlin                 | Ohio               | États-Unis | 1948                | 1948-49              | |       |
| Maison Erling et Katherine Brauner                                            | Okemos                  | Michigan           | États-Unis | 1948                |                      | |       |
| Magasin V. C. Morris                                                          | San Francisco           | Californie         | États-Unis | 1948                | 1948-49              | |       |
| Parkwyn                                                                       | Kalamazoo               | Michigan           | États-Unis | 1948                | 1949–1950            | (Parkwyn Village) |       |
| Maison Robert Levin                                                           | Kalamazoo               | Michigan           | États-Unis | 1948                | 1949                 | (Parkwyn Village Home) |       |
| Maison Helen et Ward McCartney                                                | Kalamazoo               | Michigan           | États-Unis | 1948                | 1949                 | (Parkwyn Village Home) |       |
| Maison Anne et Eric Brown                                                     | Kalamazoo               | Michigan           | États-Unis | 1948                | 1949                 | (Parkwyn Village Home) |       |
| Maison Robert D. Winn                                                         | Kalamazoo               | Michigan           | États-Unis | 1948                | 1950                 | (Parkwyn Village Home) |       |
| Maisons usoniennes                                                            | Pleasantville           | État de New York   | États-Unis | 1948                | 1948–1951            | (Usonia Homes) |       |
| Maison Sol Friedman                                                           | Pleasantville           | État de New York   | États-Unis | 1948                | 1948                 | (Usonia Homes) |       |
| Maison Edward Serlin                                                          | Pleasantville           | État de New York   | États-Unis | 1948                | 1949                 | (Usonia Homes) |       |
| Maison Roland et Ronny Reisley                                                | Pleasantville           | État de New York   | États-Unis | 1948                | 1951                 | (Usonia Homes) |       |
| Maison James et Dolores Edwards                                               | Okemos                  | Michigan           | États-Unis | 1949                |                      | |       |
| Maison Howard et Helen Anthony                                                | Benton Harbor           | Michigan           | États-Unis | 1949                |                      | |       |
| Laurent House                                                                 | Rockford                | Illinois           | États-Unis | 1949                |                      | |       |
| Maison Henry Neils                                                            | Minneapolis             | Minnesota          | États-Unis | 1949                | 1951                 | |       |
| Maison Wilbur Pearce                                                          | Bradbury                | Californie         | États-Unis | 1950                |                      | |       |
| Maison Thomas Keys                                                            | Rochester               | Minnesota          | États-Unis | 1950                | 1951                 | |       |
| David and Gladys Wright House                                                 | Phoenix                 | Arizona            | États-Unis | 1950                |                      | |       |
| Maison Russell et Ruth Kraus                                                  | Kirkwood                | Missouri           | États-Unis | 1950                | 1952-1960            | |       |
| Maison John Haynes                                                            | Fort Wayne              | Indiana            | États-Unis | 1950                | 1952                 | |       |
| Maison Richard et Madelyn Davis                                               | Marion                  | Indiana            | États-Unis | 1950                | 1955                 | |       |
| Maison J.A. et Muriel Sweeton                                                 | Cherry Hill             | New Jersey         | États-Unis | 1950                | 1950                 | |       |
| Maison John Carr                                                              | Glenview                | Illinois           | États-Unis | 1950                |                      | |       |
| Maison Don et Mary Lou Schaberg                                               | Okemos                  | Michigan           | États-Unis | 1950                | 1958                 | |       |
| Maison R. Bradford et Ina Harper                                              | St. Joseph              | Michigan           | États-Unis | 1950                | 1950                 | |       |
| Maison Robert et Gloria Berger                                                | San Anselmo             | Californie         | États-Unis | 1950                |                      | |       |
| Maison Arthur Mathews                                                         | Atherton                | Californie         | États-Unis | 1950                |                      | |       |
| Zimmerman House                                                               | Manchester              | New Hampshire      | États-Unis | 1950                |                      | |       |
| Maison Robert et Elizabeth Muirhead                                           | Plato Center            | Illinois           | États-Unis | 1950                |                      | |       |
| Maison Karl Staley                                                            | North Madison           | Ohio               | États-Unis | 1950                | 1951                 | |       |
| Maison S. P. Elam                                                             | Austin                  | Minnesota          | États-Unis | 1950                |                      | |       |
| Maison Berenice et Richard Smith                                              | Jefferson               | Wisconsin          | États-Unis | 1950                | 1950                 | |       |
| Maison John Gillin                                                            | Dallas                  | Texas              | États-Unis | 1950                | 1958                 | |       |
| Maison Raymond Carlson                                                        | Phoenix                 | Arizona            | États-Unis | 1950                |                      | |       |
| Maison Seamour et Gerte Shavin                                                | Chattanooga             | Tennessee          | États-Unis | 1950                | 1952                 | |       |
| Station-service Wetmore                                                       | Ferndale                | Michigan           | États-Unis | 1951                | 1951                 | |       |
| Maison Margaret et Patrick Kinney                                             | Lancaster               | Wisconsin          | États-Unis | 1951                | 1951                 | |       |
| Maison Charles Glore                                                          | Lake Forest             | Illinois           | États-Unis | 1951                | 1951                 | |       |
| Maison Nathan et Jeanne Rubin                                                 | Canton                  | Ohio               | États-Unis | 1951                |                      | |       |
| Maison Benjamin Adelman                                                       | Phoenix                 | Arizona            | États-Unis | 1951                | 1951                 | |       |
| Maison Welbie Fuller                                                          | Pass Christian          | Mississippi        | États-Unis | 1951                |                      | Détruite par l’ouragan Camille en 1969 |       |
| Bureaux de Frank Lloyd Wright                                                 | San Francisco           | Californie         | États-Unis | 1951                |                      | |       |
| Maison Gabrielle et Charlcey Austin                                           | Greenville              | Caroline du Sud    | États-Unis | 1951                | 1954                 | |       |
| Maison A. K. Chahroudi                                                        | Lake Mahopac            | New York           | États-Unis | 1951                |                      | |       |
| Maison William et Mary Palmer                                                 | Ann Arbor               | Michigan           | États-Unis | 1952                |                      | |       |
| Maison Arthur Pieper                                                          | Paradise Valley         | Arizona            | États-Unis | 1952                |                      | |       |
| Maison Ray Brandes                                                            | Issaquah                | Washington         | États-Unis | 1952                | 1952                 | |       |
| Maison Quintin et Ruth Blair                                                  | Cody                    | Wyoming            | États-Unis | 1952                | 1953                 | |       |
| Studio Archie et Patricia Teater                                              | Bliss                   | Idaho              | États-Unis | 1952                | 1952                 | |       |
| Maison R. W. Lindholm (Mäntylä)                                               | Cloquet                 | Minnesota          | États-Unis | 1952                | 1956                 | |       |
| Maison Frank Sander (Springbough)                                             | Stamford                | Connecticut        | États-Unis | 1952                | 1955                 | |       |
| Magasins Anderton                                                             | Beverly Hills           | Californie         | États-Unis | 1952                | 1952                 | |       |
| Maison Clifton et George Lewis                                                | Tallahassee             | Floride            | États-Unis | 1952                | 1954                 | |       |
| Maison Louis Marden                                                           | McLean                  | Virginie           | États-Unis | 1952                | 1959                 | |       |
| Tour Price                                                                    | Bartlesville            | Oklahoma           | États-Unis | 1952                | 1952-56              | |       |
| Bâtiment Polk County Science                                                  | Lakeland                | Floride            | États-Unis | 1953                | 1958                 | (Child of the Sun) |       |
| Maison Andrew et Maude Cooke                                                  | Virginia Beach          | Virginie           | États-Unis | 1953                | 1959                 | |       |
| Maison Jorgine Boomer                                                         | Phoenix                 | Arizona            | États-Unis | 1953                |                      | |       |
| Maison Llewellyn et Elizabeth Wright                                          | Bethesda                | Maryland           | États-Unis | 1953                | 1957                 | |       |
| Maison Lewis Goddard                                                          | Plymouth                | Michigan           | États-Unis | 1953                |                      | |       |
| Maison John et Syd Dobkins                                                    | Canton                  | Ohio               | États-Unis | 1953                | 1954                 | |       |
| Kentuck Knob                                                                  | Chalkhill               | Pennsylvanie       | États-Unis | 1953                | 1953-1956            | |       |
| Maison Harold Price fils                                                      | Bartlesville            | Oklahoma           | États-Unis | 1953                |                      | |       |
| Maison Louis Penfield                                                         | Willoughby Hills        | Ohio               | États-Unis | 1953                | 1955                 | |       |
| Restaurant Riverview Terrace                                                  | Spring Green            | Wisconsin          | États-Unis | 1953                |                      | |       |
| Exposition sur les maisons usoniennes                                         | New York                | État de New York   | États-Unis | 1953                | 1953                 | Structure temporaire démolie |       |
| Chapelle William H. Danforth                                                  | Lakeland                | Floride            | États-Unis | 1954                | 1955                 | (Child of the Sun) |       |
| Maison Alice et Ellis Feiman                                                  | Canton                  | Ohio               | États-Unis | 1954                |                      | |       |
| Maison E. Clarke Arnold                                                       | Columbus                | Wisconsin          | États-Unis | 1954                | 1955-1956            | |       |
| Maison Maurice et Margaret Greenberg                                          | Dousman                 | Wisconsin          | États-Unis | 1954                |                      | |       |
| Showroom du Concessionnaire automobile Hoffman                                | New York                | État de New York   | États-Unis | 1954                |                      | Démoli en avril 2013 |       |
| Synagogue Beth Sholom                                                         | Elkins Park             | Pennsylvanie       | États-Unis | 1954                | 1959                 | |       |
| Pavillon d’exposition                                                         | Los Angeles             | Californie         | États-Unis | 1954                | 1954                 | Structure temporaire démolie |       |
| Maison Gloria Bachman et Abraham Wilson                                       | Millstone               | New Jersey         | États-Unis | 1954                | 1954-1956            | |       |
| Maison William Thaxton                                                        | Bunker Hill Village     | Texas              | États-Unis | 1954                |                      | |       |
| Maison John et Catherine Christian                                            | West Lafayette          | Indiana            | États-Unis | 1954                | 1954-1956            | |       |
| Maison Gerald Tonkens                                                         | Cincinnati              | Ohio               | États-Unis | 1954                | 1954                 | |       |
| Maison Cedric et Patricia Boulter                                             | Cincinnati              | Ohio               | États-Unis | 1954                | 1956                 | |       |
| Maison Louis Frederick                                                        | Barrington Hills        | Illinois           | États-Unis | 1954                | 1954                 | |       |
| Maison Karen Johnson (Keland)                                                 | Racine                  | Wisconsin          | États-Unis | 1954                | 1954                 | |       |
| Atelier Donald et Virginia Lovness                                            | Stillwater              | Minnesota          | États-Unis | 1955                |                      | Cottage ajouté en 1972 |       |
| Maison H. et Dorothy Turkel                                                   | Détroit                 | Michigan           | États-Unis | 1955                |                      | |       |
| Maison Elizabeth et William Tracy                                             | Normandy Park           | Washington         | États-Unis | 1955                | 1960                 | |       |
| Maison Toufic Kalil                                                           | Manchester              | New Hampshire      | États-Unis | 1955                | 1955                 | |       |
| Théâtre Kalita Humphreys                                                      | Dallas                  | Texas              | États-Unis | 1955                | 1959                 | |       |
| Maison Harriet et Randall Fawcett                                             | Los Banos               | Californie         | États-Unis | 1955                | 1961                 | |       |
| Maison John Rayward (Tirranna)                                                | New Canaan              | Connecticut        | États-Unis | 1955                | 1955                 | |       |
| Maison Maximilian Hoffman                                                     | Rye                     | État de New York   | États-Unis | 1955                | 1972                 | |       |
| Maison Theodore et Bette Pappas                                               | St. Louis               | Missouri           | États-Unis | 1955                | 1960-1964            | |       |
| Clinique médicale Kundert                                                     | San Luis Obispo         | Californie         | États-Unis | 1955                |                      | |       |
| Maison Robert Sunday                                                          | Marshalltown            | Iowa               | États-Unis | 1955                | 1957                 | |       |
| Station-service R. W. Lindholm                                                | Cloquet                 | Minnesota          | États-Unis | 1956                | 1956-1958            | |       |
| Maison Frank et Eloise Bott                                                   | Kansas City             | Missouri           | États-Unis | 1956                | 1963                 | |       |
| Maison Harold Price père                                                      | Paradise Valley         | Arizona            | États-Unis | 1956                |                      | |       |
| Maison Allen Friedman                                                         | Bannockburn             | Illinois           | États-Unis | 1956                | 1960                 | |       |
| Clinique médicale Kenneth L. Meyers                                           | Dayton                  | Ohio               | États-Unis | 1956                |                      | |       |
| Maison Dudley Spencer                                                         | Wilmington              | Delaware           | États-Unis | 1956                | 1956-1961            | |       |
| Église orthodoxe grecque de l'Annonciation                                    | Milwaukee               | Wisconsin          | États-Unis | 1956                | 1959-1961            | |       |
| École Wyoming Valley                                                          | Spring Green            | Wisconsin          | États-Unis | 1956                |                      | |       |
| Maisons Marshall Erdman                                                       | Divers emplacements     |                    | États-Unis | 1956                | 1956–1961            | (Maisons préfabriquées Marshall Erdman) |       |
| Maison Eugene Van Tamelen                                                     | Madison                 | Wisconsin          | États-Unis | 1956                | 1956                 | (Maisons préfabriquées Marshall Erdman) |       |
| Maison Arnold et Lora Jackson                                                 | Madison                 | Wisconsin          | États-Unis | 1956                | 1957                 | (Maisons préfabriquées Marshall Erdman) |       |
| Maison Elizabeth et Don Duncan                                                | Lisle                   | Illinois           | États-Unis | 1956                | 1957                 | (Maisons préfabriquées Marshall Erdman) |       |
| Maison Frank Iber                                                             | Plover                  | Wisconsin          | États-Unis | 1956                | 1957                 | (Maisons préfabriquées Marshall Erdman) |       |
| Maison Carl Post                                                              | Barrington Hills        | Illinois           | États-Unis | 1956                | 1957                 | (Maisons préfabriquées Marshall Erdman) |       |
| Maison James McBean                                                           | Rochester               | Minnesota          | États-Unis | 1956                | 1957                 | (Maisons préfabriquées Marshall Erdman) |       |
| Maison Mary Ellen et Walter Rudin                                             | Madison                 | Wisconsin          | États-Unis | 1956                | 1957-1959            | (Maisons préfabriquées Marshall Erdman) |       |
| Maison Joseph Mollica                                                         | Bayside                 | Wisconsin          | États-Unis | 1956                | 1958                 | (Maisons préfabriquées Marshall Erdman) |       |
| Maison William et Catherine Cass                                              | Staten Island           | État de New York   | États-Unis | 1956                | 1959                 | (Maisons préfabriquées Marshall Erdman) |       |
| Maison Edward et Laura Jane LaFond                                            | St. Joseph              | Minnesota          | États-Unis | 1956                | 1960                 | (Maisons préfabriquées Marshall Erdman) |       |
| Maison Celeste et Socrates Zaferiou                                           | Blauvelt                | État de New York   | États-Unis | 1956                | 1961                 | (Maisons préfabriquées Marshall Erdman) |       |
| Centre municipal du comté de Marin                                            | San Rafael              | Californie         | États-Unis | 1957                | 1976                 | |       |
| Maison William Boswell                                                        | Indian Hill             | Ohio               | États-Unis | 1957                | 1961                 | |       |
| Maison Conrad Edward et Evelyn Gordon                                         | Wilsonville             | Oregon             | États-Unis | 1957                | 1963                 | Relocalisée à Silverton (Oregon) en 2001                                                                                                   |       |
| Maison Paul et Ida Trier                                                      | Johnston                | Iowa               | États-Unis | 1957                | 1957                 | |       |
| Maison Robert et Mary Walton                                                  | Modesto                 | Californie         | États-Unis | 1957                | 1961                 | |       |
| Clinique Fasbender                                                            | Hastings                | Minnesota          | États-Unis | 1957                | 1959                 | |       |
| Centre Wichita State University                                               | Wichita                 | Kansas             | États-Unis | 1957                | 1963                 | |       |
| Maison Dorothy Ann et Sterling Kinney                                         | Amarillo                | Texas              | États-Unis | 1957                | 1961                 | |       |
| Maison Carl Schultz                                                           | St. Joseph              | Michigan           | États-Unis | 1957                | 1959                 | |       |
| Maison Julia et Duey Wright                                                   | Wausau                  | Wisconsin          | États-Unis | 1957                | 1959                 | |       |
| Maison George et Millie Ablin                                                 | Bakersfield             | Californie         | États-Unis | 1958                | 1961                 | |       |
| Église Pilgrim                                                                | Redding                 | Californie         | États-Unis | 1958                | 1960-1963            | |       |
| Maison Don Stromquist                                                         | Bountiful               | Utah               | États-Unis | 1958                | 1963                 | |       |
| Cottage Seth Condon Peterson                                                  | Mirror Lake             | Wisconsin          | États-Unis | 1958                | 1959                 | |       |
| Clinique Lockridge                                                            | Whitefish               | Montana            | États-Unis | 1958                |                      | Démoli en 2018 |       |
| Maison Paul et Helen Olfelt                                                   | Saint Louis Park        | Minnesota          | États-Unis | 1958                | 1960                 | |       |

## Réalisations posthumes
| Nom                                    | Endroit                              | Conception | Réalisation  | Image |
| -------------------------------------- | ------------------------------------ | ---------- | ------------ | ----- |
| Seacliff House                         | San Francisco (Californie)           | 1945       | Non réalisée |       |
| Auditorium Grady Gammage Memorial      | Tempe (Arizona)                      | 1959       | 1962-1964    |       |
| Norman Lykes House                     | Phoenix (Arizona)                    | 1959       | 1968         |       |
| Église First Christian                 | Phoenix (Arizona)                    | 1950       | 1973         |       |
| Maison Arthur et Bruce Brooks Pfeiffer | Scottsdale                           | 1938       | 1974         |       |
| Maison Haddock-Whiteford               | Ann Arbor                            | 1941       | 1979         |       |
| Club de golf King Kamehameha           | Waikapu, Maui, Hawaii                | 1949-1957  | 1988         |       |
| Monona Terrace                         | Madison (Wisconsin)                  | 1938-1959  | 1997         |       |
| Mausolée Blue Sky                      | Buffalo (New York)                   | 1928       | 2004         |       |
| Maison Massaro                         | Mahopac (New York) (sur l’île Petra) | 1949       | 2004-2007    |       |
| Hangar Rowing                          | Buffalo                              | 1905       | 2007         |       |
| Flèche Scottsdale                      | Scottsdale                           | 1957       | 2004         |       |